# Aleksandăr Vezenkov
Aleksandăr Vezenkov (in bulgaro Александър Везенков?, in greco Αλέξανδρος Βεζένκοφ?; Nicosia, 6 agosto 1995) è un cestista bulgaro con cittadinanza greca e cipriota.
È il figlio di Saško Vezenkov.

## Carriera
È stato selezionato dai Brooklyn Nets al secondo giro del Draft NBA 2017 (57ª scelta assoluta).
Con la Bulgaria ha disputato i Campionati europei del 2022.

## Statistiche

### NBA

#### Regular Season
| Anno      | Squadra          | PG | PT | MP   | TC%  | 3P%  | TL%  | RP  | AP  | PRP | SP  | PP  |
| --------- | ---------------- | -- | -- | ---- | ---- | ---- | ---- | --- | --- | --- | --- | --- |
| 2023-2024 | Sacramento Kings | 42 | 0  | 12,2 | 44,0 | 37,5 | 80,0 | 2,3 | 0,5 | 0,5 | 0,2 | 5,4 |
| Carriera  | Carriera         | 42 | 0  | 12,2 | 44,0 | 37,5 | 80,0 | 2,3 | 0,5 | 0,5 | 0,2 | 5,4 |

### Eurolega
| Anno      | Squadra    | PG  | PT  | MP   | TC%  | 3P%  | TL%  | RP  | AP  | PRP | SP  | PP    |
| --------- | ---------- | --- | --- | ---- | ---- | ---- | ---- | --- | --- | --- | --- | ----- |
| 2015-2016 | Barcellona | 22  | 1   | 8,9  | 45,7 | 44,4 | 100  | 1,2 | 0,3 | 0,2 | 0,0 | 2,7   |
| 2016-2017 | Barcellona | 30  | 6   | 18,4 | 57,8 | 47,9 | 84,8 | 3,2 | 1,1 | 0,7 | 0,2 | 7,5   |
| 2017-2018 | Barcellona | 13  | 1   | 11,7 | 42,9 | 22,2 | 92,3 | 2,5 | 0,5 | 0,4 | 0,1 | 3,5   |
| 2018-2019 | Olympiakos | 28  | 3   | 10,4 | 48,8 | 20,7 | 81,0 | 2,2 | 0,4 | 0,4 | 0,1 | 3,8   |
| 2019-2020 | Olympiakos | 26  | 3   | 13,6 | 54,4 | 45,9 | 80,8 | 2,0 | 0,5 | 0,3 | 0,2 | 7,1   |
| 2020-2021 | Olympiakos | 31  | 13  | 23,6 | 46,3 | 43,0 | 88,7 | 5,4 | 1,1 | 0,7 | 0,5 | 11,5  |
| 2021-2022 | Olympiakos | 38  | 38  | 30,2 | 53,0 | 37,0 | 83,3 | 5,9 | 1,5 | 1,0 | 0,2 | 13,7  |
| 2022-2023 | Olympiakos | 40  | 39  | 29,2 | 53,6 | 37,8 | 87,9 | 6,8 | 1,9 | 0,9 | 0,2 | 17,6* |
| 2024-2025 | Olympiakos | 38  | 38  | 30,4 | 54,2 | 38,2 | 88,6 | 6,6 | 1,8 | 0,9 | 0,2 | 19,8  |
| Carriera  | Carriera   | 266 | 142 | 21,6 | 52,5 | 39,2 | 86,9 | 4,5 | 1,2 | 0,7 | 0,2 | 11,1  |

## Palmarès

### Squadra
- Campionato greco: 3

Olympiakos: 2021-2022, 2022-2023, 2024-2025
- Copa del Rey: 1

Barcellona: 2018
- Liga catalana: 3

Barcellona: 2015, 2016, 2017
- Coppa di Grecia: 2

Olympiakos: 2021-2022, 2022-2023
- Supercoppa spagnola: 1

Barcellona: 2015
- Supercoppa greca: 2

Olympiakos: 2022, 2024

### Individuale
- A1 Ethniki MVP: 4

Aris Salonicco: 2014-2015
Olympiakos: 2021-2022, 2022-2023, 2024-2025
- All-Euroleague First Team: 3

Olympiakos: 2021-2022, 2022-2023, 2024-2025
- A1 Ethniki MVP finali: 2

Olympiakos: 2021-2022, 2024-2025
- MVP Coppa di Grecia: 1

Olympiakos: 2022-2023
- Euroleague MVP: 1

Olympiakos: 2022-2023
- Alphonso Ford Trophy: 1

Olympiakos: 2022-2023
- MVP Supercoppa greca: 1

Olympiakos: 2024